# Global Sumud Flotilla
Global Sumud Flotilla (Flottille mondiale du Sumud ; GSF ; en arabe : أسطول الصمود العالمي, Usṭūl aṣ-Ṣumūd al-ʿĀlamī) est une initiative maritime internationale, menée par des organisations non gouvernementales (ONG) et lancée mi-2025, visant à forcer le blocus israélien de la bande de Gaza. Son nom vient de l'arabe ṣumūd « persévérance, constance », mot employé pour désigner l'attitude des Palestiniens face à la colonisation israélienne.

## Origine de l'initiative
Le GSF est né en juillet 2025, au cours du génocide de Gaza, grâce à la mise en lien de multiples mouvements militants et humanitaires, dont la Freedom Flotilla Coalition, la Global March to Gaza, la Maghreb Sumud Flotilla et Sumud Nusantara,,,.
Les organisateurs se proposent de constituer le plus grand convoi maritime civil de l'histoire, composé de dizaines de navires de différentes tailles, au départ de plusieurs ports, notamment autour de la Méditerranée, et qui convergeront vers Gaza. Début août 2025, les organisateurs font état de la participation de militants représentant 44 pays,,,,.

## Préparatifs
La flottille devrait prendre la mer entre août et septembre 2025, certains convois partant d'Espagne le 31 août et d'autres de Tunisie le 4 septembre. Les actions préparatoires comprennent l'enregistrement de plus de 6 000 participants, ainsi que des sessions de formation prévues, des événements de solidarité et des camps à proximité des points de départ,.